# Jens Peter Vernersen
Jens Peter Vernersen (født 3. maj 1947 i Rønbjerg ved Skive, død 3. juni 2025) var en dansk afdelingsformand.
Socialdemokratiet – Folketingsmedlem for Ringkøbing Amtskreds fra 21. sept. 1994.
Han var søn af Ejnar Vernersen og Edith Vernersen.
Folkeskole i Rønbjerg 1954-61. Resen Realskole 1961-64. Skive Handelsskole 1964-66. Uddannet i handel en gros i Åge Selchaus Jernforretning 1964-67.
Faglig sekretær hos HK-Holstebro 1970-79, hos HK-Herning 1979-82. Kontorchef hos HK-Holstebro 1982-91, formand fra 1991.
Formand for Arbejdernes Fællesorganisation i Holstebro 1976-79. Medlem af Ligningskommissionen i Holstebro 1977-83. Medlem af HK's hovedbestyrelse fra 1985. Medlem af Arbejdsmarkedsnævnet i Ringkøbing Amt 1983-93, formand 1988-90 og 1992-93. Medlem af Arbejdsmarkedsrådet i Ringkøbing Amt 1993-94.
Partiets kandidat i Holstebrokredsen fra 1993.
Jens Peter Vernersen var ordfører for skatteområdet, fødevareområdet og sundhedsordfører.
5. april stemte Jens Peter Vernersen for et beslutningsforslag om maksimalt 30 minutters transporttid til nærmeste sygehus og gik dermed imod Socialdemokratiets linje.